# Hentai

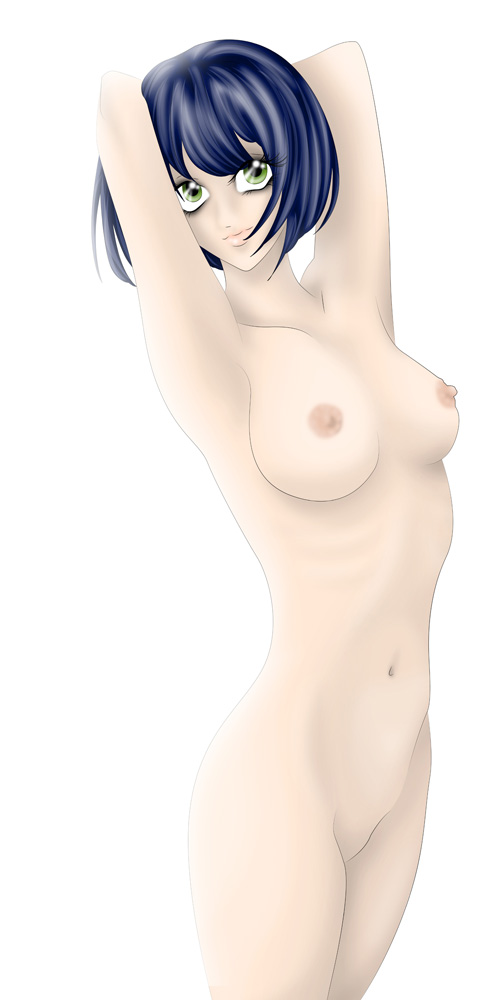
Exempel på hentai eller snarare ecchi, hentai är i regel mer hård och det sexuella motivet mer uppenbart. Generellt kan man kanske säga att ecchi lämpar sig för ungdomar. Hentai är mer starkt riktat åt vuxna. I Japan finns en skarp gräns mellan de två termerna (ecchi och hentai) även om det för västerlänningar kanske är svårt att se den.

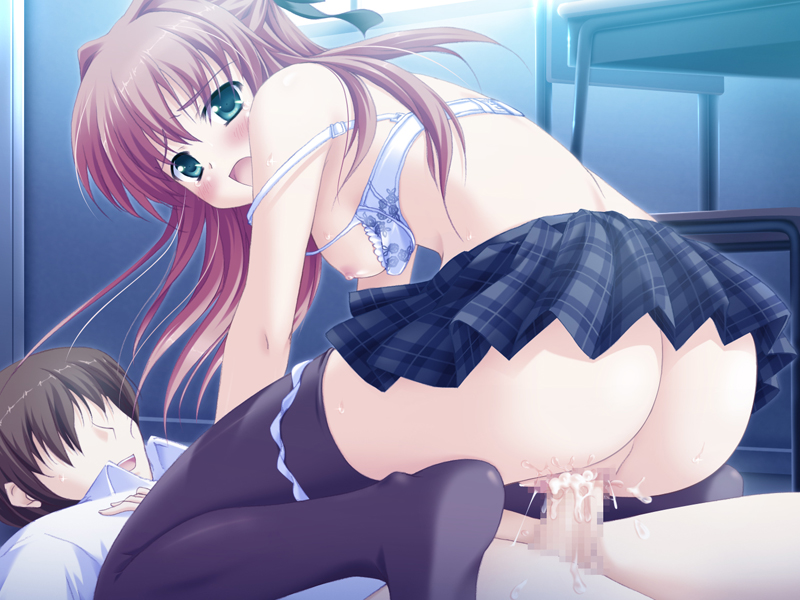
Ocensurerad hentai är generellt ovanlig, därför ser man ofta censurerade könsorgan inom mediet vilket denna bild är ett exempel på. I Japan är det nämligen förbjudet att ohöljt avbilda könsorgan i sexuella syften.

Hentai (ヘンタイ) är ett japanskt ord som i västvärlden används för att referera till pornografi i form av anime, manga eller illustrationer i snarlik stil (som i eroge – erotiska datorrollspel). I Japan används i huvudsak termerna "eroanime" (エロアニメ) och "eromanga" (エロマンガ), samt – vilket har kommit att bli en term som i något mer begränsad utsträckning även används i övriga världen – "H-anime" (H uttyds på romaji som ecchi). Ordagrant betyder hentai "transformation/metamorfos", och ordet används i Japan ofta som allmänt slanguttryck för "abnormalitet/pervers" eller "konstig", utan nödvändig koppling till sexualitet.

## Beskrivning
Det finns många olika typer av hentaipornografi, var och en med sin specifika typ av innehåll; det faktum att det är tecknat gör det enklare att åstadkomma saker utöver vad som mer traditionellt förekommer i pornografi. Denna frihet har även utnyttjats till att visa olika typer av sexuellt innehåll som i annat fall skulle vara olagligt, exempelvis tecknad pornografi med innehåll av underåriga flickor (lolikon) och pojkar (shotakon), eller grovt våld, som i tecknad form är möjligt att porträttera utan att någon kommer till skada.
I Sverige har frågan om tecknad barnpornografi väckt mycket debatt, särskilt när Simon Lundström dömdes för innehav av lolikon i tingsrätt och hovrätt men friades i Högsta domstolen (se Mangamålet). Högsta domstolen menade på att göra overkliga teckningar olagliga skulle utgöra en alltför stor inskränkning av medborgarnas grundlagsskyddade fri- och rättigheter.

### Skillnad gentemot västerländsk pornografi
Manga är fantasi vilket innebär att det mesta är möjligt. Tentakler, demoner, spöken och monster förekommer frekvent inom hentai. I synnerhet har tentakelsex med skolflickor blivit som ett varumärke som representerar hentai i stort, ur allmänhetens ögon. Hentai är dock inte så ensidig, för det motsatta könet talas det om ormkvinnor ungefär som lamia. Ofta har ormkvinnor fler armar än två så de kan göra flera saker på samma gång under ett samlag, inte minst tillfredsställa flera sexpartners. Ormkvinnor frekventerar den japanska vuxen-mangakulturen.
Allt som inte är mänskligt benämns som ett monster i hentai, vilket gör att monstergenren är vanligt förekommande. Även succuba och oni är vanligt förekommande demoner inom hentai. Succuba är alltid en kvinna (den manliga versionen kallas incubi) och har vingar och svans. Hon är hämtad direkt ur de abrahamitiska religionerna och varelsen kan liknas vid Lilit (en gestalt inom främst judendomen som brukar anses besöka singelmän nattetid för att ligga med dessa i deras drömmar inte att förväxla med "the mother of all demos"). Oni är Japans inhemska demon och kan vara en man eller kvinna. Onis skepnad har skiftat genom historien men ett känt kännetecken som aldrig tycks försvinna är deras horn, oavsett kön. Ännu ett fenomen i denna litteratur är levande klädesplagg som brukar göra sina bärare upphetsade, ofta i hemlighet utan att andra i omgivningen förstår vad som försiggår.

## Hentaiserier i urval
- Black Widow
- Depravity
- Immoral Sisters
- La Blue Girl
- Urotsukidōji